# Bolwerk (Sneek)
Het Bolwerk is de hedendaagse benaming voor het gebied rondom de overblijfselen van een bastion (of bolwerk) aan de Kerkgracht in Sneek. Het gebied was een uitbouw van de verdedigingswal en is een van de weinige restanten van de Vestingwerken van Sneek. Ook op andere plaatsen in de ommuring van Sneek bevonden zich naar alle waarschijnlijkheid bolwerken, maar deze zijn niet bewaard gebleven. In 1724 werd het bolwerk beplant met iepen, enkelen zijn nog aanwezig.
In het Bolwerk bevindt zich het Kerkgracht-Poortje. Oorspronkelijk werd deze onder andere gebruikt voor mestafvoer van hierachter liggende boerderij. Ook deze boerderij is nog aanwezig en doet nu dienst als sauna. Ten noordoosten van het Bolwerk stond de Noorderpoort, deze is niet bewaard gebleven. Verder stond, in de twintigste eeuw, op de hoek van de Kerkgracht een muziektent, op de plaats van het voormalige Noorder Rondeel.

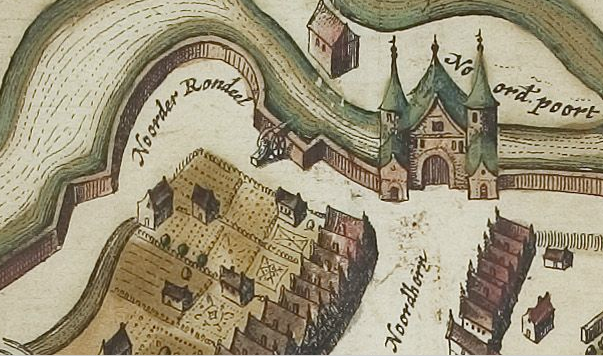
Vestingwerken in Sneek Noord in 1652, v.l.n.r. het Bolwerk, het Noorder Rondeel en de Noorderpoort.